# Пошуковий маркетинг
Пошуковий маркетинг — один з інструментів інтернет-маркетингу.

## Історія
У міру збільшення кількості сайтів в Інтернеті в середині до кінця 1990-х, пошукові системи почали з'являтися, щоб допомогти людям швидко знайти інформацію. Пошукові системи розробили бізнес -моделі для фінансування своїх послуг, таких як програми оплати за клік, пропоновані Open Text у 1996 році, а потім goto.com у 1998 році. Goto.com пізніше змінив свою назву на увертюру у 2001 році, був придбаний Yahoo! У 2003 році, і тепер пропонує платні можливості пошуку рекламодавців через Yahoo! Пошук маркетингу.
Google також почав пропонувати рекламу на сторінках результатів пошуку у 2000 році через програму Google AdWords. До 2007 року програми оплати за клік виявилися основними грошовими виробниками для пошукових систем. На ринку, де переважає Google, у 2009 році Yahoo! та Microsoft оголосила про намір створити альянс. Yahoo! & Microsoft Search Alliance врешті -решт отримав схвалення від регуляторів у США та Європі в лютому 2010 року.

## Опис
Пошуковим маркетингом можна назвати комплекс заходів, що спрямований на збільшення відвідуваності сайту його цільовою аудиторією з пошукових машин.
До методів відносяться всі способи, які вирішують подібну задачу, починаючи від прямого залучення цільового трафіку посиланнями з менш релевантних сайту місць, закінчуючи роботами всередині сайту, що забезпечують збільшення релевантності сайту для своєї ЦА. Тим самим збільшується видимість сайту в пошукових системах за рахунок переранжування результатів видачі на користь цього сайту по ключових запитах).
По суті, пошукової маркетинг здійснює перерозподіл трафіку в інтернеті з місць менш релевантних запиту в місця з більшою релевантністю.

## Мета
Основною метою використання інструментів Інтернет-маркетингу є залучення покупця на сайт, який виступає, як рекламний майданчик із просування товарів та послуг на ринку.
Продумане його використання відкриває власнику необмежені можливості в успішній конкуренції на ринку, а отже і збуті продукції.
Зазвичай пошук товару в мережі Інтернет починається з запиту в пошуковій системі. Відповідний дизайн дозволяє сайту не загубитися в неймовірно величезному океані Мережі, а з'явитися в пошуковій системі на вимогу того чи іншого відвідувача. Пошуковий маркетинг — просування вебсайту для залучення на нього людей, які цікавляться конкретними продуктами чи послугами.

## Технології
- Контекстна реклама — поширення інформації про сайт або компанії в пошукових системах шляхом розміщення контекстних рекламних оголошень за обраними словами.
- Пошукова оптимізація (просування сайту, оптимізація сайту, пошукова оптимізація, SEO) — сукупність дій по зміні сайту і елементів зовнішнього середовища з метою отримання високих позицій в «природних» результатах пошуку по заданих запитах.
- Лінкбілдинг (від англ. Link — посилання, building — будівництво) — процес нарощування природних посилань на сайт із метою пошукового просування. Зовнішні посилання — один із способів оцінити якість сайту, тому силочний фактор залишається одним з ключових чинників ранжирування в Google і Яндексі.

Прикордонний випадок пошукової і контекстної реклами — розміщення рекламних оголошень в результатах пошуку за тематичним сайту-рекламного майданчика. Варто мати на увазі, що цими технологіями пошуковий маркетинг не вичерпується. Окрім класичного SEO працюють новіші техніки: пошуковий маркетинг під соціальні мережі (Social media optimization) і під відео (Video search marketing).

## Лінкбілдинг
Можливі джерела посилань:
- Соціальні мережі.
- Блоги, тематичні інфосайти і канали YouTube.
- Сервіси пошукових систем.
- Новинні портали.
- Дошки оголошень.
- Власний сайт.
- Тематичні каталоги.

## Особливості
В цілому для пошукового маркетингу характерні наступні риси:
- робота під конкретні запити (ключові слова);
- зв'язок з пошуком (пошукові системи, пошук сайтом);
- врахування контексту (тематики рекламного майданчика та ін.).

## Безпека
У зв'язку з тим, що пошуковий маркетинг використовується величезною кількістю сайтів для залучення нових клієнтів і користувачів, фільтрувати кожен сайт вручну неможливо. Тому у пошукових систем є автоматизовані інструменти для перевірки оголошень контекстної реклами і сайтів в пошуковій видачі щодо зараження і протиправного чи забороненого контенту.
Найпоширенішими інструментами є Google Safebrowsing і Яндекс Safebrowsing, які перевіряють кожен сайт в пошуковій видачі на шкідливий код. У разі його виявлення, пошукові системи блокують вебсайт від подальшої появи в пошуковій видачі, позначаючи сайт як загрозливий безпеки комп'ютера, що тягне різке зниження переходів з пошукових систем.
Сайт позначений пошуковими системами як небезпечний, не може бути посадкової сторінкою рекламних оголошень контекстної реклами і знижується або повністю виключається з пошукової видачі.